# Anja Franke
Anja Franke (Berlín Occidental, 17 de setembre de 1964) és una actriu, guionista i directora de cinema alemanya.

## Biografia
Anja Franke és filla de Holger Franke, que va ser cofundador del teatre infantil i juvenil de Berlín "Rote Grütze" el 1973, on Anja Franke també hi va actuar. Va créixer en un pis compartit de 13 persones on es van conèixer actors i directors.
Quan era petita, Anja Franke va fer les seves primeres aparicions televisives a Barri Sèsam i Das feuerrote Spielmobil. Va deixar l'escola als 15 anys per convertir-se en actriu. Va estudiar durant dos anys a la Universitat de les Arts de Berlín al departament de Música.
Juntament amb el seu amic i antic soci Dani Levy, va desenvolupar els guions de dues pel·lícules, les va codirigir i va tenir un paper protagonista a Du mich auch i a RobbyKallePaul.
Es va fer coneguda per un públic de televisió més gran a Alemanya gràcies al paper de Senta Kurzweg a la sèrie de televisió Liebling Kreuzberg al costat de Manfred Krug. A més d'algunes pel·lícules a finals de la dècada de 1980, Anja Franke va treballar posteriorment principalment per a la televisió. Així va aparèixer a les sèries Polizeiruf 110 i Bis in die Spitze.
El 2004 va interpretar a Jana a la pel·lícula Alles auf Zucker! de Dani Levy i el seu pare.
Des del setembre de 2011 (episodi 1106) interpreta a la florista, empresària i pilot afeccionada germano-neerlandesa Merle Vanlohen a la telenovel·la de l'ARD Rote Rosen.
És mare d'una filla (2001).

## Premis i guardons
- 1987: Premi del Públic Max Ophüls
- 1990: Deutscher Darstellerpreis Chaplin-Schuh de l'Associació Federal de Directors de Cinema i Televisió Alemanys com a millor actriu jove
- 1992: Premi Jove Talent Alemany German Young Talent
- 1997: Goldener Spatz al Festival de Cinema Infantil de Gera

## Filmografia
com a guionista:
- 1986: Du mich auch (amb Dani Levy)
- 1989: RobbyKallePaul (amb Dani Levy)

com a directora:
- 1986: Du mich auch (amb Dani Levy)

com a actriu:
- 1978: Die kleine Heimat
- 1980: Ich bin seine Schwester
- 1982: Haste mal ’ne Mark (cinema)
- 1985: Du mich auch (cinema)
- 1985: Eine gebrochene Frau
- 1986: Stahlkammer Zürich
- 1986–1998: Liebling Kreuzberg
- 1987: RobbyKallePaul (cinema)
- 1988: Hals über Kopf
- 1991: Ein Fall für zwei – Schneewalzer
- 1993: Cornelius hilft
- 1995–1997: Für alle Fälle Stefanie
- 1995–2001: Wolffs Revier
- 1996/1997: Löwenzahn
- 1996: Frauenarzt Dr. Markus Merthin
- 1998: Die Straßen von Berlin
- 1998: Drei Gauner, ein Baby und die Liebe
- 1998: Schrott- und Atzenposse
- 1999: Natascha
- 1999: Sex und andere Kleinigkeiten
- 2000, 2005: In aller Freundschaft
- 2000: Unser Charly
- 2000: Gaukler der Liebe
- 2001: Praxis Bülowbogen
- 2001: Das Babykomplott
- 2001: Sommer und Bolten
- 2002: Unser Papa, das Genie (Nur beamen ist schöner)
- 2002: Bloch – Schwarzer Staub
- 2003: Nur Anfänger heiraten
- 2003: SOKO Wismar
- 2003: 100 Hochzeiten
- 2003: Alphateam – Die Lebensretter im OP (temporada 8, episodi 13)
- 2004: Alles auf Zucker (cinema)
- 2004: Polizeiruf 110 – Das Zeichen
- 2005: Bis in die Spitzen
- 2005: Die Schokoladenkönigin
- 2005: Polizeiruf 110 – Dettmanns weite Welt
- 2005: Polizeiruf 110 – Vergewaltigt
- 2006: Polizeiruf 110 – Kleine Frau
- 2007: Deadline – Jede Sekunde zählt
- 2007: Kein Geld der Welt
- 2007: Polizeiruf 110 – Gefährliches Vertrauen
- 2007: Zu schön für mich
- 2007: Die Masche mit der Liebe
- 2008: Polizeiruf 110 – Geliebter Mörder
- 2008: Polizeiruf 110 – Verdammte Sehnsucht
- 2008: Zwei Weihnachtsmänner
- 2009: Polizeiruf 110 – Alles Lüge
- 2009: Polizeiruf 110 – Falscher Vater
- 2010: Polizeiruf 110 – Fremde im Spiegel
- 2010: Wie erziehe ich meine Eltern?
- 2010–2011: Schloss Einstein
- des de 2011: Rote Rosen

## Teatre
1981/1982 al Logo-Theater Berlin:
- Was heißt hier Liebe

1987–1993 al Theaterhaus Stuttgart:
- Leuchte, mein Stern, leuchte
- Mensch, ich lieb Dich doch
- Darüber spricht man nicht
- Was heißt hier Liebe
- Dreigroschenoper
- Fremde Gäste
- Marathon